# Hessell-Tiltman-díj
A Hessell-Tiltman-díj (Hessell-Tiltman History Prize) egy olyan irodalmi díj az Egyesült Királyságban, melyet a második világháború előtt témájú történelmi könyveknek ad át 2002 óta a Nemzetközi PEN (International PEN) brit ága szervez és bonyolít le. Az első helyezett minden évben 3000£ pénzdíjban részesül Marjorie Hessell-Tiltman hagyatékának köszönhetően.

## Díjazottak
- 2023: Kojo Koram, Uncommon Wealth: Britain and the Aftermath of Empire (John Murray Press)[1]
- 2022: Francesca Stavrakopoulou, God: An Anatomy[2]
- 2021: Rebecca Wragg Sykes, Kindred: Neanderthal Life, Love, Death and Art
- 2020: Anita Anand, The Patient Assassin: A True Tale of Massacre, Revenge and the Raj
- 2019: Edward Wilson-Lee, The Catalogue of Shipwrecked Books: Young Columbus and the Quest for a Universal Library[3]
- 2018: S. A. Smith, Russia in Revolution: An Empire in Crisis, 1890-1928
- 2017: David Olusoga, Black and British: A Forgotten History
- 2016: Nicholas Stargardt, The German War: A Nation Under Arms, 1939-1945[4]
- 2015: Jessie Childs, God's Traitors: Terror and Faith in Elizabethan England
- 2014: David Reynolds, The Long Shadow: The Great War and the Twentieth Century[5]
- 2013: Keith Lowe, Savage Continent: Europe in the Aftermath of World War II[6]
- 2012: James Gleick, The Information: A History, a Theory, a Flood
- 2011: Toby Wilkinson, The Rise and Fall of Ancient Egypt: the History of a Civilisation from 3000 BC to Cleopatra[7]
- 2010: Diarmaid MacCulloch, A History of Christianity: The First Three Thousand Years
- 2009: Mark Thompson, The White War: Life & Death on the Italian Front 1915-1919
- 2008: Clair Wills, That Neutral Island
- 2007: Vic Gatrell, City of Laughter: Sex and Satire in Eighteenth-Century London
- 2006: Bryan Ward-Perkins, The Fall of Rome and the End of Civilization
- 2005: Paul Fussell, The Boys' Crusade: The American Infantry in Northwestern Europe, 1944–1945 és Richard Overy, The Dictators: Hitler's Germany, Stalin's Russia
- 2004: Tom Holland, Rubicon: The Last Years of the Roman Republic
- 2003: Jenny Uglow, The Lunar Men: The Friends who Made the Future 1730–1810
- 2002: Margaret MacMillan, Peacemakers: The Paris Peace Conference of 1919 and Its Attempt to End War

## Külső hivatkozások
- Hessell-Tiltman-díjról angolul Archiválva 2005. december 8-i dátummal a Wayback Machine-ben
- Archiválva 2006. szeptember 15-i dátummal a Wayback Machine-ben Yale egyetemi kiadó